# Pablo Aguado
Pablo Aguado Lucena (Sevilla, 3 de enero de 1991) es un torero español que tomó la alternativa en la plaza de toros de la Maestranza en 2017. 
El estilo del toreo de Pablo Aguado se distingue por su naturalidad, temple y clasicismo, enmarcándolo dentro del concepto de "torero de arte", en consonancia con la tradición de la escuela sevillana y siguiendo el legado de maestros como Pepe Luis Vázquez, Manolo González, Pepín Martín Vázquez o Curro Romero.

## Biografía
Pablo Aguado nació en Sevilla en enero de 1991. Hijo de Julio Aguado Sainz de la Maza, exhermano mayor de la Hermandad del Rocío de Triana y de María del Carmen Lucena. Se graduó en Administración y Dirección de Empresas en la Universidad de Sevilla.
En 2024 se confirmó que mantenía una relación sentimental con la hija del empresario Borja Prado, expresidente de Mediaset.

## Carrera profesional

### Novillero

#### Temporada 2015
Realizó su debut en público con caballos en Olivenza (Badajoz) el 8 de marzo de 2015 acartelado junto a Posada de Maravillas, Ginés Marín y Juan Carlos Carballo lidiando novillos de la ganadería del Freixo, propiedad del matador de toros Julián López, El Juli. Pablo Aguado cortó dos orejas al segundo novillo.
El 12 de abril de 2015 debuta en la Real Maestranza de Caballería de Sevilla junto Miguel Ángel León y José Ruiz Muñoz con novillos de Luis Algarra.
El 4 de junio de 2015 torea una novillada nocturna en la Real Maestranza de Caballería de Sevilla junto a Andrés Roca Rey y a Filiberto con novillos de Villamarta. Esa tarde corta una oreja a su segundo novillo.

#### Temporada 2016
El 3 de abril de 2016 se presenta en Las Ventas junto Miguel Ángel León y José Ruiz Muñoz. Se le concedio una vuelta al ruedo en su primer novillo y una fuerte ovación en el segundo.
Posteriormente torea dos tardes en la Real Maestranza de Caballería de Sevilla donde corta una oreja el 26 de mayo de 2016.
Unos meses más tarde tuvo su primer percance. Era la tarde del 29 de septiembre de 2016, en la que compartió cartel con Rafael Serna y Manolo Vanegas en una novillada con picadores que abría la Feria de Otoño de Madrid. Momentos después de recibir al quinto toro con un farol de rodillas, Aguado se revolvió y se echó de nuevo a tierra. En ese instante fue arrollado por el novillo.

#### Temporada 2017
El 26 de marzo de 2017 se acartela junto a Leo Valadez y Diego Carretero y es cogido fuertemente por el primer novillo de la tarde. Entra a la enfermería una vez finalizada la lidia y recibe una fuerte ovación. Posteriormente vuelve a torear el 22 de mayo de 2017 en la Feria de San Isidro de Madrid.
Tomó la alternativa en la plaza de toros de La Maestranza de Sevilla el 23 de septiembre de 2017 de manos de Enrique Ponce, con Alejandro Talavante como testigo. El toro llevaba por nombre Recobero, de la ganadería Garcigrande.

#### Temporada 2018
Toreo el 11 de abril de 2018 en la Real Maestranza de Caballería de Sevilla lidiando toros de Torrestrella. Esa tarde pudo haber salido por la Puerta del Príncipe cortando una oreja a su primer toro de la tarde y dos orejas al segundo. Sin embargo, la espada le privó de la Puerta del Príncipe y cortó una oreja a su segundo toro de la tarde. Brindó el segundo toro de la tarde al maestro Curro Romero.
Confirmó la alternativa Las Ventas el 28 de septiembre de 2018 siendo su padrino Talavante y de testigo Jiménez Fortes, cortando una oreja a su segundo toro.

#### Temporada 2019
Pablo Aguado se posiciona como figura del toreo el 10 de mayo de 2019 en la Feria de Abril de Sevilla dónde cortó cuatro orejas a Cafetero y Oceánico y salió por la Puerta del Príncipe tras realizar una faena histórica.
Recibió el premio de la Real Maestranza de Caballería de Sevilla por la faena a un toro de Jandilla como la mejor de la Feria.
Realiza una faena histórica en Las Ventas el 17 de mayo de 2019 a un toro de Montalvo.
Ese año además, salió a hombros de la plaza de toros de Valladolid, de Huelva, Morón de la Frontera, Linares, León, Ronda y de Nimes y debutó en Juriquilla (Querétaro, México), Perú y Ecuador.

#### Temporada 2021
En 2021, Pablo Aguado mantuvo una destacada presencia en los ruedos, logrando importantes triunfos en distintas plazas. El 13 de marzo, en Ubrique, cortó dos orejas en una gran actuación. El 6 de junio, repitió triunfo en Sanlúcar de Barrameda, cortando también dos orejas. Posteriormente, el 20 de junio, salió a hombros en Granada tras una destacada faena.
El 3 de julio, en Arlés (Francia), cortó tres orejas, consolidando su prestigio internacional. El 8 de agosto, en El Puerto de Santa María, cortó dos orejas. El 15 de agosto, en Guijuelo, repitió la hazaña cortando dos orejas más. En septiembre, siguió cosechando éxitos: el día 4, en la plaza de Ronda, cortó tres orejas y salió a hombros, y al día siguiente, en Lucena, cortó dos orejas más.

#### Temporada 2022
En 2022, Aguado retomó la temporada con grandes actuaciones. El 12 de marzo reapareció en Illescas, marcando el inicio de un año sólido. El 17 de marzo, en la Feria de Fallas en Valencia, cortó una oreja, mientras que el 25 de marzo, en Castellón, cortó dos orejas, demostrando su evolución en el ruedo.
El 16 de abril, en La Línea de la Concepción, cortó tres orejas en una faena memorable. Posteriormente, el 21 de mayo, en Baeza, cortó dos orejas más. El 17 de junio, en Granada, cortó una oreja en una tarde de gran nivel. En octubre, volvió a la plaza de Las Ventas, participando en un cartel de alto perfil el día 7. Para cerrar la temporada, el 12 de octubre, cortó dos orejas en un festival celebrado en la Real Maestranza de Sevilla.

#### Temporada 2023
Durante 2023, Pablo Aguado continuó cosechando triunfos en las principales plazas de España. El 7 de mayo, en Bocairent, cortó dos orejas tras una gran actuación. El 18 de junio, en Torrejón de Ardoz, realizó una de sus mejores faenas de la temporada, logrando cortar cuatro orejas y consolidándose como una de las figuras destacadas del momento.
El 28 de junio, en Burgos, cortó dos orejas en una tarde de gran técnica y temple. El 6 de agosto, en Íscar, volvió a salir a hombros tras cortar tres orejas. Una semana después, el 12 de agosto, en El Puerto de Santa María, cortó dos orejas más. Cerró la temporada con una destacada actuación en la Real Maestranza de Sevilla, donde el 29 de septiembre cortó una oreja.

#### Temporada 2024
En 2024, Pablo Aguado firmó una de sus mejores temporadas, destacando en varias plazas de primer nivel. El 7 de abril, en Ricla, inició el año cortando dos orejas. El 20 de abril, en la Real Maestranza de Sevilla, cortó una oreja a un toro de Victoriano del Río, dejando una faena de gran calidad.
El 31 de mayo, en Granada, cortó una oreja, mientras que el 1 de junio, en Sanlúcar de Barrameda, cortó dos orejas en una tarde muy destacada. El 6 de julio, en Arévalo, cortó una oreja más. Durante la Feria de San Fermín, el 12 de julio, cortó una oreja en Pamplona, consolidando su presencia en los carteles de mayor prestigio.
El 10 de agosto, en El Puerto de Santa María, cortó dos orejas, mientras que el 17 de agosto, en San Sebastián, cortó tres orejas y fue galardonado con la Concha de Oro, máximo reconocimiento de la feria. En septiembre, siguió sumando éxitos, cortando dos orejas en Salamanca el día 20 y una oreja en la Real Maestranza de Sevilla el día 24.
Además de estos triunfos, en 2024 recibió el Trofeo al Toreo de Capote.